# 都筑ふれあいの丘駅
都筑ふれあいの丘駅（つづきふれあいのおかえき）は、神奈川県横浜市都筑区葛が谷にある、横浜市営地下鉄グリーンラインの駅である。駅番号はG03。
ステーションカラーは街としての成熟度が高いことから優雅さ・高級感をイメージしてむらさき（藤色）   。

## 概要
港北ニュータウンの南端に位置し、駅周辺は近隣商業地域・第一種中高層住居専用地域・第二種中高層住居専用地域・第一種低層住居専用地域からなり、花見山遺跡や富士塚の川和富士・池辺富士が存在している。
駅のデザインテーマは「やすらぎのひろば」で、明るく清潔な印象を提供することを目標として掲げ、街並みや駅前広場のにぎわいを駅に取り込むことで地域に開かれた施設計画としている。また軽快な屋根と見通しのいいガラスのファサードを用いて、駅構内と広場に一体感が与えられている。屋根にはソーラーパネルが設置されており、環境負荷の低減にも寄与している。

## 歴史
- 2008年（平成20年）3月30日 - 横浜市営地下鉄グリーンラインの中山駅 - 日吉駅間の開通と同時に開業。
- 2012年（平成24年）4月10日 - docomo Wi-Fiによる、無線LANサービス開始。

### 駅名の由来
当駅最寄りの同名施設に由来。なお、仮称は葛が谷駅（くずがやえき）であったが、設置場所が葛が谷と高山の2町に跨ることと、「ふれあいの丘」が駅周辺地域の愛称として定着していたため、地域住民の意見を参考にしてこの駅名が採用された。

## 駅構造
島式ホーム1面2線を有する地下駅。改札は地上にある。

### のりば
| 番線 | 路線           | 行先     |
| ---- | -------------- | -------- |
| 1    | グリーンライン | 中山方面 |
| 2    | グリーンライン | 日吉方面 |

- 上表の路線名は旅客案内上の名称（愛称）で記載している。

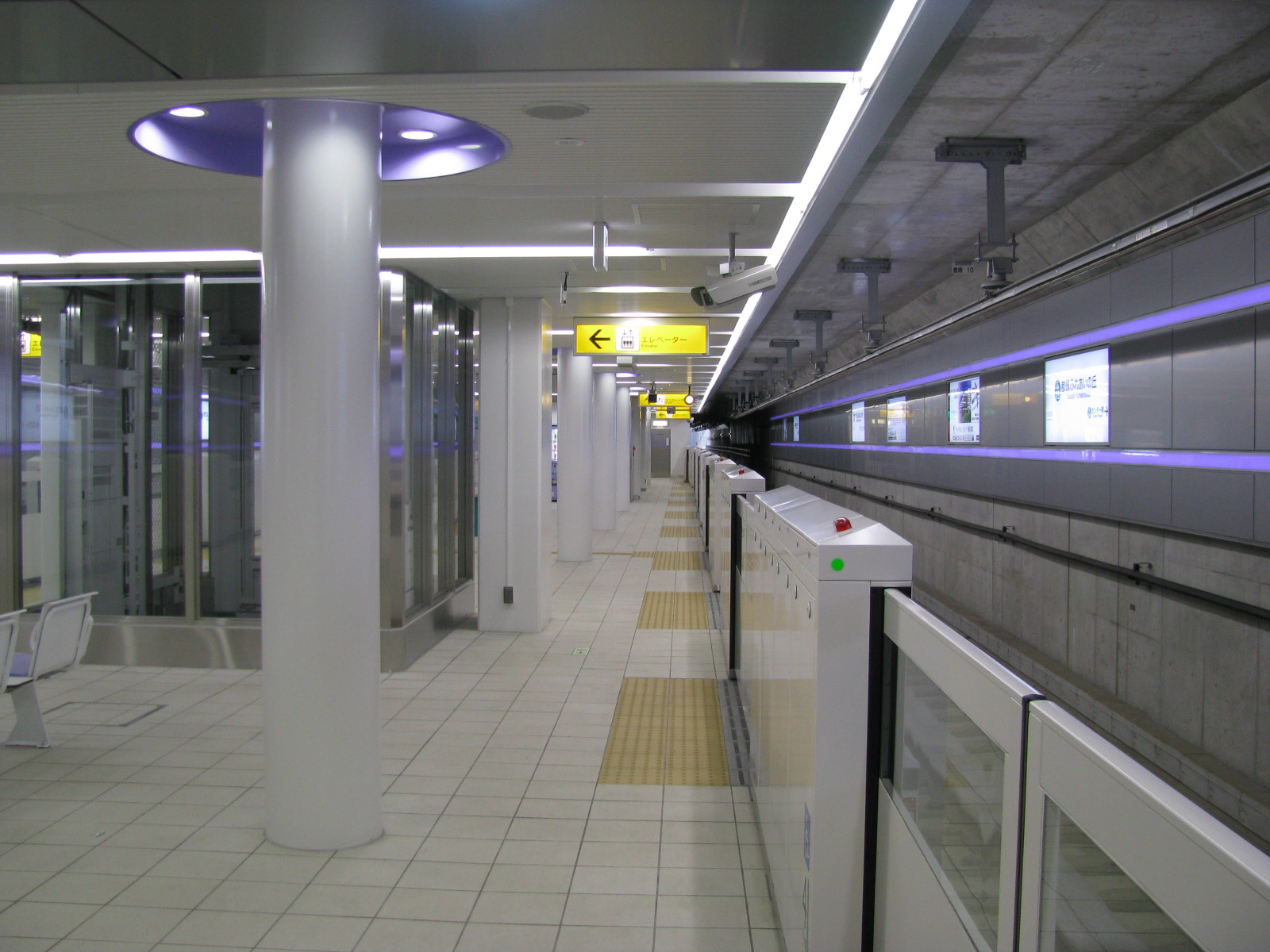
ホーム（2008年3月）
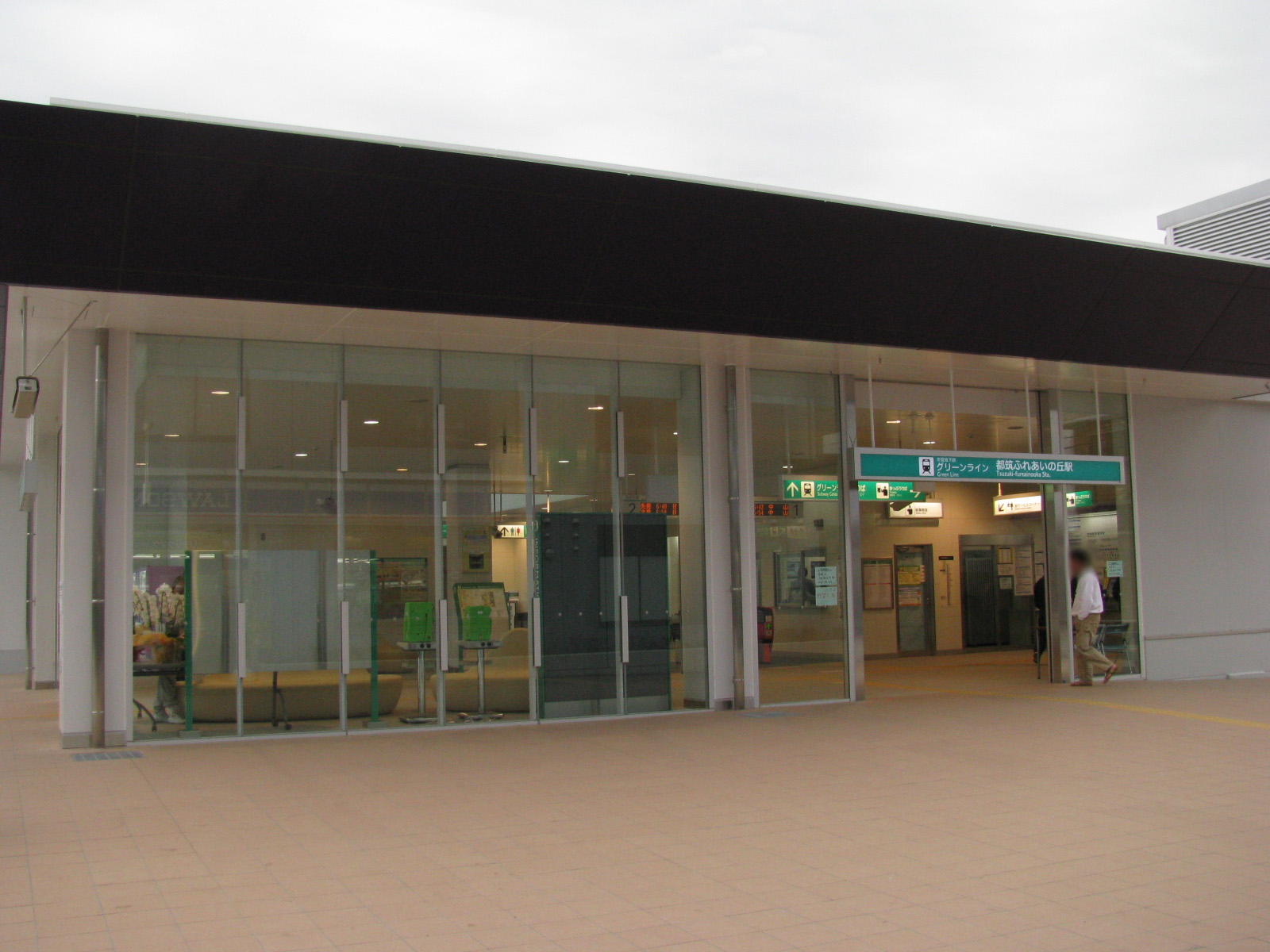
駅入口（2008年3月）
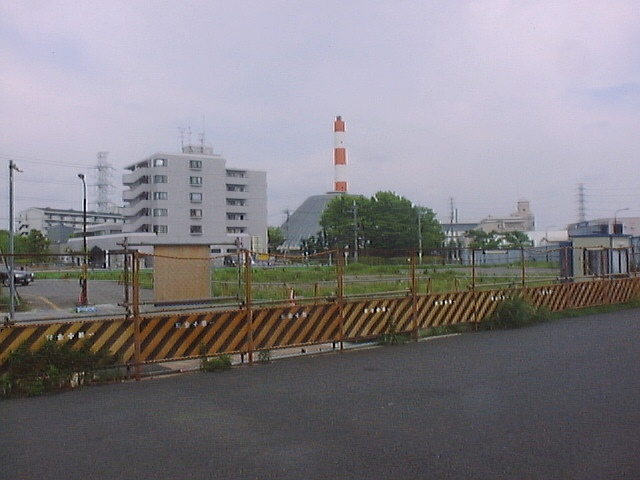
当駅開業前の様子。路線は手前から左奥方向。正面は都筑ふれあいの丘の施設（2007年5月）
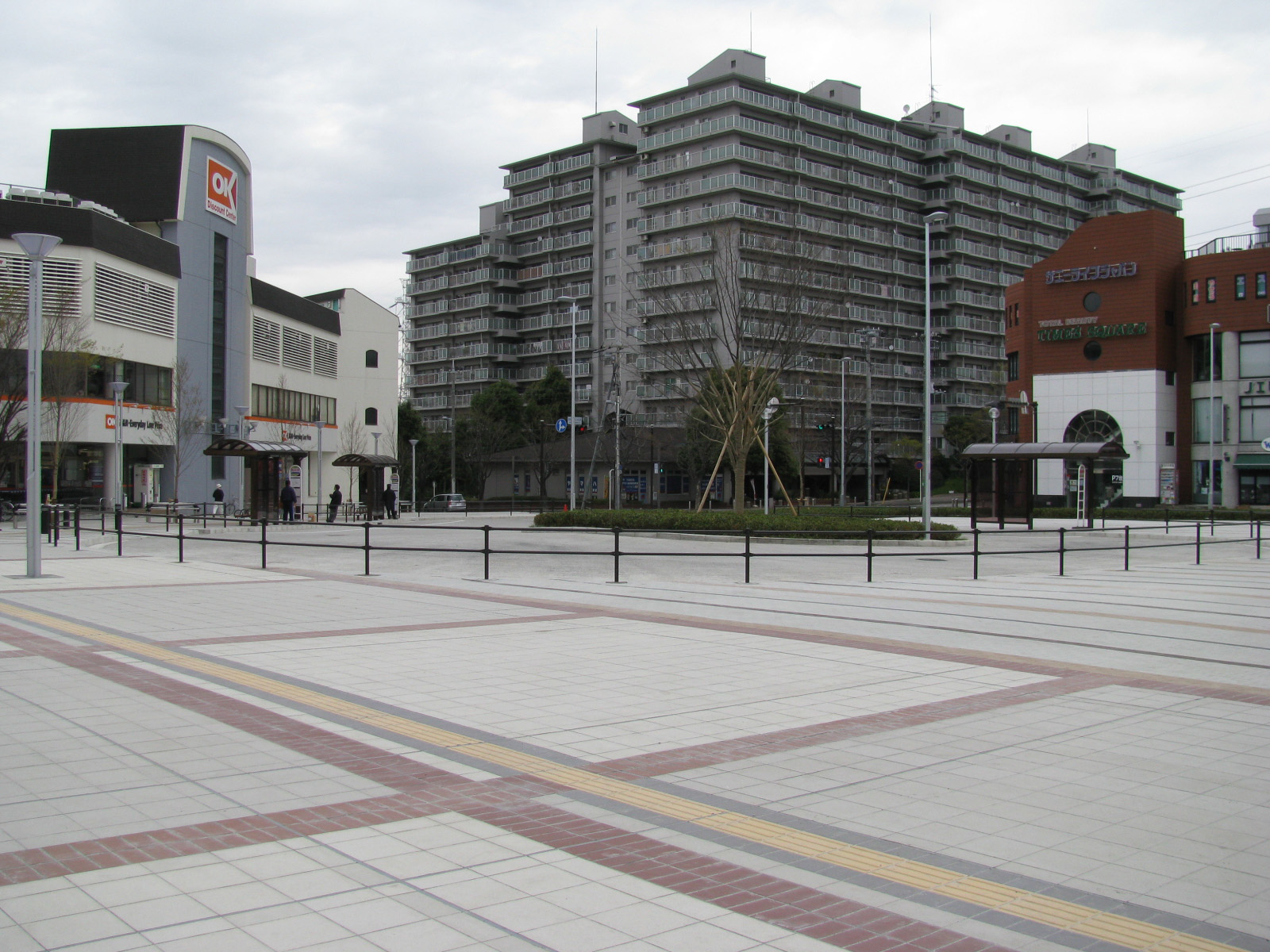
駅前広場（2008年3月）

## 利用状況
2023年度の1日平均乗降人員は20,273人（乗車人員：10,001人、降車人員：10,272人）であり、グリーンラインの駅としては10駅中6番目に多く、同線の単独駅としては北山田駅に次ぐ。
開業以来の1日平均乗降・乗車人員推移は下記の通り。
| 年度               | 1日平均 乗降人員 | 1日平均 乗車人員 | 出典     |
| ------------------ | ---------------- | ---------------- | -------- |
| 2007年（平成19年） |                  | 27,332           | [ * 1 ]  |
| 2008年（平成20年） | 11,791           | 5,846            | [ * 2 ]  |
| 2009年（平成21年） | 13,915           | 6,888            | [ * 3 ]  |
| 2010年（平成22年） | 16,017           | 7,916            | [ * 4 ]  |
| 2011年（平成23年） | 17,021           | 8,422            | [ * 5 ]  |
| 2012年（平成24年） | 17,849           | 8,828            | [ * 6 ]  |
| 2013年（平成25年） | 18,758           | 9,281            | [ * 7 ]  |
| 2014年（平成26年） | 19,210           | 9,483            | [ * 8 ]  |
| 2015年（平成27年） | 20,151           | 9,940            | [ * 9 ]  |
| 2016年（平成28年） | 20,851           | 10,284           | [ * 10 ] |
| 2017年（平成29年） | 21,076           | 10,387           | [ * 11 ] |
| 2018年（平成30年） | 21,847           | 10,776           | [ * 12 ] |
| 2019年（令和元年） | 22,282           | 11,002           | [ * 13 ] |
| 2020年（令和02年） | 15,887           | 7,868            |          |
| 2021年（令和03年） | 18,040           | 8,929            |          |
| 2022年（令和04年） | 19,474           | 9,620            |          |
| 2023年（令和05年） | 20,273           | 10,001           |          |

## 駅周辺
- 都筑ふれあいの丘
- 横浜市資源循環局 都筑工場[注 1]
- 横浜市北部療育センター
- 都筑地区センター
- 障がい者研修保養センター横浜あゆみ荘
- 都筑プール
- 葛が谷地域ケアプラザ
- 横浜市老人福祉センターつづき緑寿荘
- 神奈川県立川和高等学校
- 横浜市立川和中学校
- 横浜市立川和東小学校
- 川和富士公園
- 都筑ふれあいの丘郵便局

店舗・オフィス
- オーケー 港北店
- AOKI本社ビル/AOKI 横浜港北総本店

## バス路線
駅前にバスターミナルが整備され、以下の路線が乗り入れている。停留所名は都筑ふれあいの丘駅である。
| のりば | 系統          | 主要経由地     | 行先         | 運行会社 |
| ------ | ------------- | -------------- | ------------ | -------- |
| 1      | 124・306・318 | 御影橋         | センター南駅 | ●市営    |
| 2      | 124           |                | 石橋         | ●市営    |
| 2      | 124           | 川和台         | 笹山団地中央 | ●市営    |
| 2      | 124           | 川和台         | 緑車庫       | ●市営    |
| 2      | 306           | 見花山・泉田向 | 市が尾駅     | ●市営    |
| 2      | 318           | 星ヶ谷         | 仲町台駅     | ●市営    |

この他、当駅から北へ徒歩3分の場所に大丸停留所があり、以下の路線が乗り入れている
| のりば | 系統          | 主要経由地       | 行先             | 運行会社 | 備考          |
| ------ | ------------- | ---------------- | ---------------- | -------- | ------------- |
| 1      | 124・306・318 | 都筑ふれあい丘駅 | センター南駅     | ●市営    |               |
| 1      | 306           |                  | センター南駅     | ●市営    |               |
| 1      | 318           |                  | 都筑ふれあい丘駅 | ●市営    |               |
| 2      | 124           |                  | 石橋             | ●市営    |               |
| 2      | 124           | 川和台           | 笹山団地中央     | ●市営    |               |
| 2      | 124           | 川和台           | 緑車庫           | ●市営    |               |
| 2      | 306           | 見花山・泉田向   | 市が尾駅         | ●市営    |               |
| 2      | 318           | 星が谷           | 仲町台駅         | ●市営    |               |
| 2      | 南61          | 川和町駅         | 中山駅北口       | ●東急    | 土休日1本のみ |

## 隣の駅
横浜市営地下鉄
 グリーンライン（4号線）
川和町駅 (G02) - 都筑ふれあいの丘駅 (G03) - センター南駅 (G04)